# Хомерско питање
Хомерско питање обухвата питање ко је саставио јуначке епове и народне епске песме. Немачки филолог Ф. Волф је оспорио постојање Хомера. Тврдио је да песме које су ушле у састав Илијаде није спевао један песник и да јединство Хомерових песама потиче из каснијих обрада и уметака. Хомерским питањем су се бавили разни испитивачи преко 200 година. Они сe према полазним гледиштима могу поделити у две основне групе – на аналитичаре и унитаристе.
Унитаристи су заступали тезу о јединству Илијаде и Одисеје и о стварном историјском постојању Хомерове песничке личности.
Аналитичари су трагали за неусклађеностима и неподударностима у Хомеровим песмама. Поделили су Хомерове песме на више мањих или већих целовитих песама.
Временом су се ова два екстремно супротстављена става приближила. Унитаристи прихватају да је Хомер живео у време када је епска традиција била снажно развијена, да је изникао из ње и да се користио њеним мотивима, тематиком, стихом, изражајним средствима.
Аналитичари су прихватили да је постојао један велики песник, али се нису могли одлучити између две могућности: да је Хомер дао основно језгро које су каснији песници умецима и додацима проширили; и да су Илијада и Одисеја дело генијалног редактора који је постојеће самосталне песме сакупио у јединствени еп.